# Zinovy Reichstein
Zinovy Reichstein (né en 1961) est un mathématicien américain d'origine russe. Il est professeur à l'Université de la Colombie-Britannique à Vancouver. Il étudie principalement l'algèbre, la géométrie algébrique et les groupes algébriques. Il introduit (avec Joe P. Buhler) le concept de dimension essentielle.

## Biographie
Au lycée, Reichstein participe à l'olympiade nationale de mathématiques en Russie et est le troisième en 1977 et le deuxième en 1978.
En raison de l'antisémitisme en Union soviétique à l'époque, Reichstein n'est pas accepté à l'Université de Moscou, même s'il a réussi les examens d'entrée spéciaux en mathématiques. Il suit un semestre d'études collégiales à l'Institut des chemins de fer de Moscou.
Sa famille décide alors d'émigrer, arrivant à Vienne, en Autriche, en août 1979 et à New York, aux États-Unis, à l'automne 1980. Reichstein travaille comme livreur pendant une courte période à New York. Il est ensuite accepté et fréquente le California Institute of Technology pour ses études de premier cycle.
Reichstein obtient son doctorat en 1988 à l'Université Harvard sous la direction de Michael Artin. Des parties de sa thèse intitulée "The Behavior of Stability under Equivariant Maps" sont publiées dans la revue Inventiones Mathematicae.
Depuis 2011, il est membre du comité de rédaction de la revue de mathématiques Transformation Groups.
Il obtient le prix Jeffery-Williams en 2013, décerné par la Société mathématique du Canada. Il est membre de l'American Mathematical Society en 2012 et conférencier invité au Congrès international des mathématiciens (Hyderabad, Inde 2010).